# Warren Weaver
Warren Weaver (* 17. Juli 1894 in Reedsburg, Wisconsin; † 24. November 1978 in New Milford, Connecticut) war ein US-amerikanischer Mathematiker und Vater der maschinellen Übersetzung. Weaver wird häufig in Zusammenhang mit Claude Shannon als Mitbegründer der Informationstheorie genannt, weil er eine populärwissenschaftliche Einführung in die Informationstheorie verfasste, die zusammen mit Shannons früherer Arbeit "A mathematical theory of communication" (1948) im Jahr 1949 unter dem Titel "The mathematical theory of communication" veröffentlicht wurde.

## Leben
Weaver studierte an der University of Wisconsin-Madison mit dem Bachelor-Abschluss 1916 sowie einem Abschluss als Bauingenieur 1917 und wurde dort 1921 promoviert. Er wurde Assistant Professor für Mathematik am Throop College (dem späteren Caltech), diente im Ersten Weltkrieg als Leutnant bei der Luftwaffe und war danach Mathematiklehrer in Wisconsin. 1932 wurde er Direktor der Abteilung Naturwissenschaften der Rockefeller Foundation, was er bis 1955 blieb. Ab 1947 war er Berater, ab 1954 Trustee und ab 1958 Vizepräsident des Sloan Kettering Institute for Cancer Research.
1949 legte er eine Serie von Essays über die maschinelle Übersetzung mit Hilfe von Computern vor, die als Weaver-Memorandum bekannt sind. Hierin formulierte er Ziele und Ideen zur Durchführung der maschinellen Übersetzung, bevor die meisten überhaupt verstanden hatten, was Computer zu leisten imstande sein würden. Er machte vier grundlegende Annahmen, um die vereinfachende Wort-für-Wort-Übersetzung zu überwinden:
1. die Übersetzung muss aus dem Kontext geschehen;
2. es gibt eine logische Komponente in der Sprache;
3. kryptographische Methoden können angewandt werden;
4. es gibt universelle linguistische Gegebenheiten.

1949 veröffentlichte er zusammen mit Claude Shannon den eingangs genannten Band "The mathematical theory of communication", welcher neben einer erklärenden Einführung von Weaver, eine Neuauflage des bekannten Aufsatzes von Shannon zur Informationstheorie ("A mathematical...", 1948) enthält.
Warren Weaver wurde 1964 mit dem Kalinga-Preis für die Popularisierung der Wissenschaft ausgezeichnet. Seit 1931 war er Fellow der American Physical Society. 1944 wurde er in die American Philosophical Society, 1958 in die American Academy of Arts and Sciences und 1969 in die National Academy of Sciences gewählt.
Weaver war verheiratet und hatte zwei Kinder.

## Schriften
- Science and Complexity. In: American Scientist. Band 36, 1948, S. 536 (edu.au [PDF]).
- mit C. E. Shannon: The Mathematical Theory of Communication. Urbana, Illinois: University of Illinois Press, 1949. Repr. 1998, ISBN 978-1-84376-184-6.
- mit Max Mason: The electromagnetic field. University of Chicago Press 1929, Dover 1952
- Alice in Many Tongues: The Translations of Alice in Wonderland. Madison: The University of Wisconsin Press, 1964. Repr. 1999, ISBN 978-1-57898-157-1.
- Lady Luck: The theory of probability, Dover 1963 (dt.: Die Glücksgöttin – Der Zufall und die Gesetze der Wahrscheinlichkeit, München, Wien, Basel: Kurt Desch, 1964), repr. 1982, ISBN 978-0-486-24342-9.